# Община (Финляндия)

Общины Финляндии в 2009 году, более жирными линиями показаны границы областей.

Община (фин. kunta, швед. kommun) — третий, низший уровень административно-территориального деления Финляндии. В 2011 году в Финляндии насчитывается 336 общин (муниципалитетов), из которых 108 городские. Начиная с 1995 года, закон не различает городских и сельских общин, и любая община может называться городом, если того пожелает.
Ежегодно количество общин сокращается из-за их объединения. Так, в 2004 году насчитывалось 444 (68 городских, 73 полугородских и 303 сельских), в 2010 году — 342 общины, а в 2012 году — 336 (118 — городских и 218 — сельских).

## Муниципальная реформа
После долгого предварительного обсуждения, длившегося несколько лет, 8 февраля 2012 года был опубликован предварительный план муниципальной реформы, в результате которой планируется сократить число муниципальных образований в Финляндии с 336 до 69.
Несмотря на жесткую критику продвижению реформ, правительство Катайнена намерено следовать предписаниям ОЭСР и провести муниципальные преобразования, так как около 1/3 муниципалитетов являются дотационными и существуют только за счёт помощи государства.

## Название
Обозначение местной административной единицы современной Финляндии в русском языке не вполне устоялось. Возможны пять вариантов перевода:
- Община: используется в некоторых источниках[7][8], приводится как перевод фин. kunta в финско-русских словарях[источник не указан 5046 дней]
- Коммуна: шведское заимствование, используется большинством русскоговорящего населения Финляндии и граничащих с Финляндией областей и некоторых источниках[9], приводится как перевод фин. kunta в одном из финско-русских словарей.
- Волость: этот термин использовался по отношении к Финляндии как минимум до 1945 года и иногда используется сейчас[10].
- Муниципалитет: термин, активно использующийся в том числе и в русскоязычных СМИ Финляндии.
- Кунта: финское заимствование.